# Linda Lee Cadwell
 (octobre 2018).
Si vous disposez d'ouvrages ou d'articles de référence ou si vous connaissez des sites web de qualité traitant du thème abordé ici, merci de compléter l'article en donnant les références utiles à sa vérifiabilité et en les liant à la section « Notes et références ».
Pour les articles homonymes, voir Lee.
Linda Lee Cadwell, née Linda Emery le 21 mars 1945 à Everett (État de Washington), est une enseignante américaine. 
Elle est la veuve de Bruce Lee (1940-1973), maître des arts martiaux, acteur et créateur du Jeet kune do.

## Biographie
Linda Lee Cadwell est née à Everett (Washington) et grandit à Seattle (Washington). Elle a des origines suédoises et anglaises.
Elle rencontre Bruce Lee à l'université de Washington et devient une de ses élèves pour l'apprentissage du kung fu. Le 17 août 1964, elle épouse Bruce Lee. Ils ont deux enfants, Brandon (1965-1993) et Shannon, une actrice, née en 1969.
Le 20 juillet 1973 son mari meurt d'un œdème cérébral à l'âge de 32 ans.
Quinze ans après la mort de Bruce Lee, en 1988, elle se marie brièvement à Tom Bleecker et divorce en 1990. 
Elle est mariée à Bruce Cadwell depuis 1991.

## Publication
Linda écrivit un livre en 1975, Bruce Lee: The Man Only I Knew  (ISBN 0-446-89407-9), dont est tiré le long métrage Dragon, l'histoire de Bruce Lee, réalisé en 1993 par Rob Cohen.